# Чичерево
Чичерево — деревня в Володарском районе Нижегородской области. Входит в состав Ильинского сельсовета. Население 77 (2010) человек

## Общая физико-географическая характеристика
Географическое положение
По автомобильным дорогам расстояние до областного центра города Нижнего Новгорода составляет 81 км, до районного центра города Володарска — 30 км. Абсолютная высота 77 метров над уровнем моря.
Часовой пояс
Чичерево, как и вся Нижегородская область, находится в часовой зоне МСК (московское время). Смещение применяемого времени относительно UTC составляет +3:00.

## История
В «Списке населенных мест» Владимирской губернии по данным за 1859 год значится как владельческая деревня при пруде в 7 верстах от Гороховца. Относилась к первому стану Гороховецкого уезда. В деревне насчитывалось 20 дворов и проживало 140 человек (70 мужчин и 70 женщин).

## Население
| 1859 | 1905 | 1926 | 1999 | 2002 | 2010 |
| ---- | ---- | ---- | ---- | ---- | ---- |
| 140  | ↗296 | ↗333 | ↘65  | ↘50  | ↗77  |

Национальный состав
Согласно результатам переписи 2002 года, в национальной структуре населения русские составляли  96% из 50 человек.